# Тендинит собственной связки надколенника
Тендинит собственной связки надколенника, или «колено прыгуна»  — травма от перенапряжения сухожилия, позволяющего разгибать коленный сустав. К симптомам относят боль в передней части колена. Боль и болезненные ощущения обычно отмечаются в области нижнего края надколенника, однако могут ощущаться и в верхней его части. Боли обычно возникают только при нагрузке. Тендинит может осложняться разрывом собственной связки надколенника.
К факторам риска относят занятия спортом и избыточный вес. «Колено прыгуна» особенно распространено среди спортсменов, занимающихся игровыми видами спорта с прыжками, например, баскетболом и волейболом. Основной механизм повреждения — микроразрывы сухожилия, соединяющего надколенник с большеберцовой костью. Диагноз обычно ставят на основании симптомов и результатов физических методов исследования. Похожие состояния включают инфрапателлярный бурсит, хондромаляцию надколенника и пателлофеморальный синдром.
Лечение часто включает в себя покой колена и физическую реабилитацию. Однако данных об эффективности лечения, включая обеспечение покоя колена, недостаточно. Восстановление может затянуться до 12 месяцев. Это довольно распространенное заболевание, которым в настоящее время страдают около 14 % спортсменов. У мужчин тендинит собственной связки наколенника встречается чаще, чем у женщин. Термин «колено прыгуна» был введен в обиход в 1973 году.